# Julius Brink
Julius Brink (Münster, 6 juli 1982) is een voormalig Duits beachvolleyballer. Met Jonas Reckermann werd hij in 2009 wereldkampioen en in 2012 olympisch kampioen. Daarnaast heeft hij driemaal de Europese titel en vijfmaal de Duitse titel gewonnen.

## Carrière

### 1999 tot en met 2005
Brink begon als zaalvolleyballer en maakte in 1999 de overstap naar het beachvolleybal. In 2000 werd hij met Niklas Rademacher derde bij de EK U19 en nam hij met Markus Dieckmann in Vitória deel aan zijn eerste toernooi in de World Tour. Het jaar daarop speelde hij met Rüdiger Strosik en vanaf 2002 vormde hij drie jaar een duo met Kjell Schneider. Bij de EK haalde het duo in 2003 in Alanya de kwartfinale en in 2004 in Timmendorfer Strand de achtste finale. Van 2002 tot en met 2004 was een zevende plaats in Stare Jabłonki het beste resultaat in de World Tour. In 2004 werd het duo tweede bij de nationale kampioenschappen nadat ze de finale van Christoph Dieckmann en Andreas Scheuerpflug verloren. Brink en Schneider wonnen het jaar daarop bij de WK in Berlijn de bronzen medaille door hun landgenoten Marvin Polte en Thorsten Schoen in de troostfinale te verslaan. Daarnaast werden bij toernooien in Espinho en in Parijs respectievelijk een eerste en derde plaats behaald.

### 2006 tot en met 2008
Van 2006 tot en met 2008 vormde Brink een team met Christoph Dieckmann. In hun eerste seizoen eindigden ze bij alle negen gespeelde toernooien in de World Tour in de top vijf; in Espinho en Vitória werd bovendien gewonnen. Daarnaast werd het duo nationaal kampioen en in Den Haag Europees kampioen door de Nederlanders Jochem de Gruijter en Gijs Ronnes in de finale te verslaan. In 2007 prolongeerden Brink en Dieckmann hun nationale titel en deden ze mee aan de WK in Gstaad waar ze de zestiende finale bereikten. Bij de World Tour eindigden ze driemaal op de vierde plaats (Manama, Parijs en Berlijn). Het duo won in 2008 in Barcelona en haalde het podium in Praag, Roseto degli Abruzzi, Stavanger en Guaruja. Bij de Olympische Spelen in Peking kwamen ze niet verder dan de groepsfase. De Duitse titel werd in 2008 verloren van David Klemperer en Eric Koreng en bij de EK in Hamburg werd het duo vierde.

### 2009 tot en met 2014

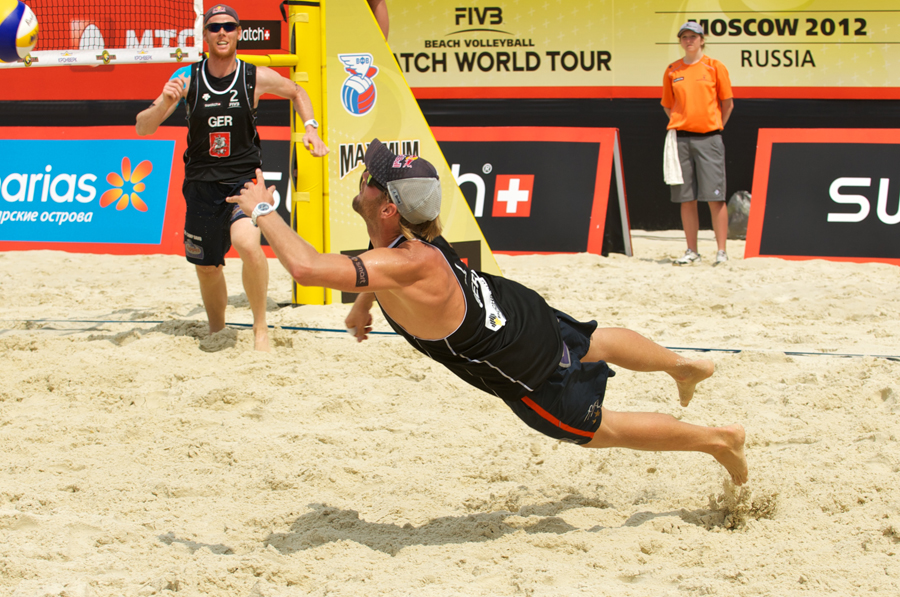
Brink (voor) in actie tijdens de Grand Slam in Moskou (2012)

Van 2009 tot en met 2012 speelde Brink samen met Jonas Reckermann. Het duo won in hun eerste jaar de wereldtitel in Stavanger ten koste van de Brazilianen Harley Marquez en Alison Cerutti. In de World Tour werden verder overwinningen geboekt in Rome, Gstaad en Moskou en podiumplaatsen behaald in Shanghai, Marseille, Stare Jabłonki en Åland, waarna Brink en Reckermann ook de eindzege in de World Tour grepen. Bij de EK in Sotsji eindigden ze als vierde nadat ze de wedstrijd om het brons van het Spaanse duo Adrián Gavira Collado en Pablo Herrera Allepuz verloren hadden. In 2010 speelde het duo acht toernooien waarin ze zevenmaal de top tien haalden en vijfmaal het podium. Bij de EK in Berlijn werden ze in de achtste finale uitgeschakeld.
Het jaar daarop eindigden Brink en Reckermann bij negen van de negen toernooien in de top tien en won het duo de bronzen medaille bij de WK in Rome na een overwinning op het Letse duo Mārtiņš Pļaviņš en Jānis Šmēdiņš. In Kristiansand werd het duo Europees kampioen door hun landgenoten Jonathan Erdmann en Kay Matysik in de finale te verslaan. In 2012 wonnen Brink en Reckermann ten koste van het Braziliaanse duo Alison en Emanuel Rego de gouden medaille op de Olympische Spelen in Londen, waarmee ze de eerste Europese olympisch kampioenen beachvolleybal waren. Daarnaast prolongeerden ze in Den Haag hun Europese titel tegen het Nederlandse duo Emiel Boersma en Daan Spijkers.
Reckermann moest in 2013 zijn carrière beëindigen omwille van gezondheidsredenen waarna Brink verder ging met Sebastian Fuchs. Het duo speelde drie toernooien in de World Tour en een in de nationale competitie voordat Brink vanwege een dijblessure zijn spel moest staken. Ze misten daardoor ook de WK in Stare Jabłonki. In 2014 wilde Brink vervolgens met Armin Dollinger een duo vormen, maar vanwege een heupblessure kon Brink niet spelen. Op 30 mei dat jaar zette hij zelf ook een punt achter zijn sportieve carrière.

## Palmares
Kampioenschappen
- 2000:  EK U19
- 2003:  NK
- 2004:  NK
- 2005:  WK
- 2006:  EK
- 2006:  NK
- 2007:  NK
- 2008:  NK
- 2009:  WK
- 2009:  NK
- 2010:  NK
- 2011:  WK
- 2011:  EK
- 2011:  NK
- 2012:  OS
- 2012:  EK

FIVB World Tour
- 2005:  Espinho Open
- 2005:  Grand Slam Parijs
- 2006:  Shanghai Open
- 2006:  Espinho Open
- 2006:  Grand Slam Gstaad
- 2006:  Sint-Petersburg Open

- 2006:  Vitória Open
- 2008:  Praag Open
- 2008:  Roseta degli Abruzzi Open
- 2008:  Barcelona Open
- 2008:  Grand Slam Stavanger
- 2008:  Guaruja Open
- 2009:  Shanghai Open
- 2009:  Rome Open
- 2009:  Grand Slam Gstaad
- 2009:  Grand Slam Moskou
- 2009:  Grand Slam Marseille
- 2009:  Stare Jabłonki Open
- 2009:  Åland Open
- 2009:  FIVB World Tour
- 2010:  Shanghai Open
- 2010:  Mysłowice Open
- 2010:  Grand Slam Moskou
- 2010:  Praag Open
- 2011:  Shanghai Open
- 2011:  Grand Slam Peking
- 2011:  Grand Slam Stavanger
- 2011:  Grand Slam Gstaad
- 2011:  Grand Slam Klagenfurt
- 2011:  Agadir Open